# Paul Berger
Pour les articles homonymes, voir Berger (homonymie) et Paul Berger (homonymie).
Paul Berger (6 janvier 1845, Beaucourt - 17 octobre 1908, Paris) est un chirurgien français reconnu pour ses recherches sur les hernies abdominales et sa technique opératoire de l'amputation interscapulothoracique, connue sous le nom de technique de Berger.

## Biographie
Né à Beaucourt dans le Haut-Rhin en janvier 1945, Paul Berger est le fils de Georges Eugène Berger, pasteur, et de Mathilde née Pitois. Il étudie la médecine et devient externe des hôpitaux en 1865, interne en 1866 puis assistant d'anatomie à la Faculté de médecine de Paris en 1871.

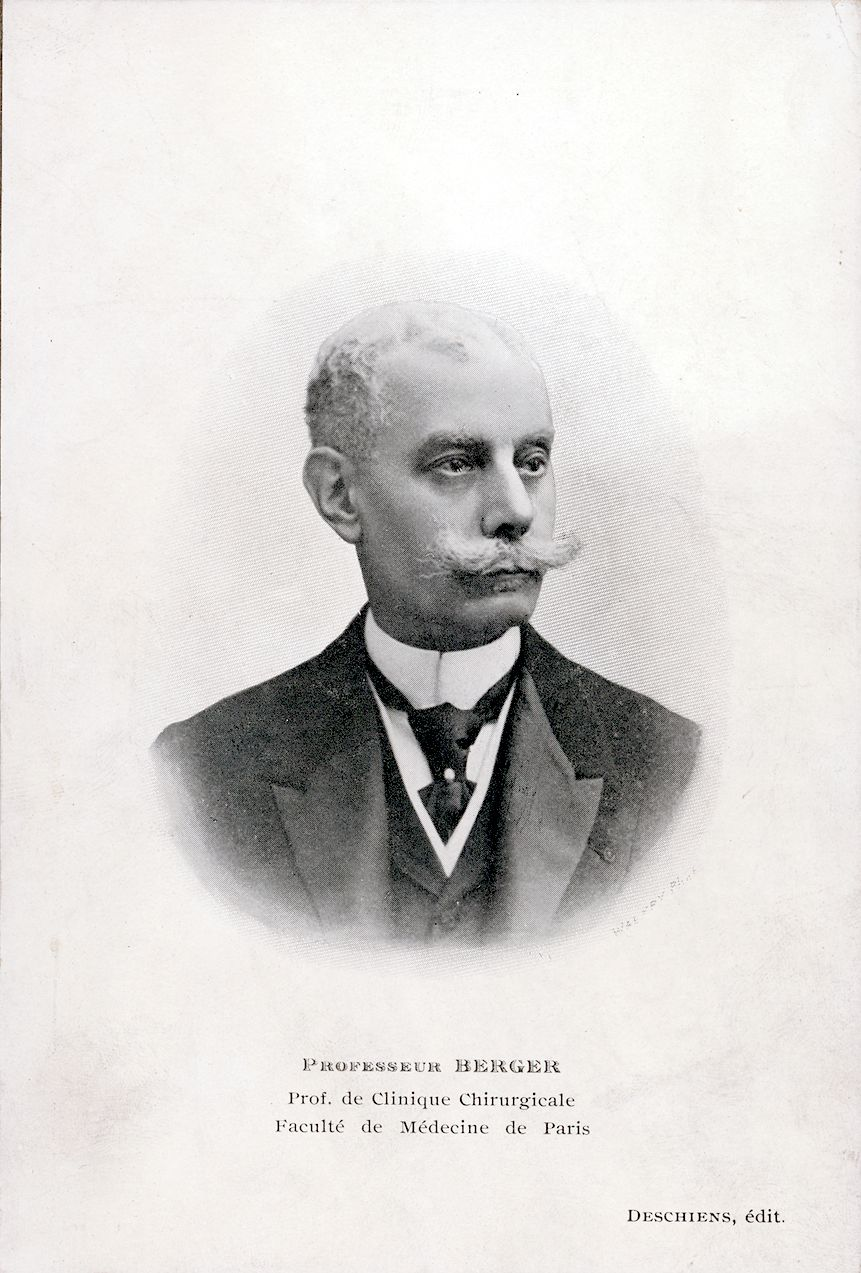
Paul Berger

En 1873, il soutient sa thèse, De l'arthrite du genou et de l'épanchement articulaire consécutifs aux fractures du fémur. Il devient ensuite prosecteur en 1874, avant d'être agrégé pour l'Ordre de la chirurgie (nommé premier au concours) en 1875 et devient chirurgien des hôpitaux de Paris (nommé là aussi premier au concours) en 1877. En 1893, il devient membre de l'Académie de médecine et professeur de clinique chirurgicale l'année suivante.
En 1897, lors d'une opération à Paris, il est le premier chirurgien au monde référençant son utilisation d'un masque facial, alors en tissu.
En 1898, il est nommé président de la Société de Chirurgie.
Il décèdera en 1908 à l'hôpital Necker où il avait exercé en tant que chirurgien entre 1904 et 1908,.

## Récompenses
En 1871, il reçoit la médaille d'or de l'AP-HP au concours des prix de l'Internat en médecine (1er division) des Hôpitaux de Paris, et remporte le premier prix de plusieurs concours dont celui du Bureau Central des Hôpitaux de Paris en 1877.
Le 2 novembre 1900 il est décoré officier de la Légion d'honneur.

## Publications
Bien qu'il ait publié ou participé à la rédaction de nombreux articles scientifiques, entre autres dans le Dictionnaire encyclopédique des sciences médicales entre 1874 et 1889, le seul ouvrage conséquent dont il est le principal auteur, avec Samuel Banzet est la Chirurgie orthopédique publiée en 1904.